# برنارد بوسکیر
برنارد بوسکیر (به فرانسوی: Bernard Bosquier) بازیکن فوتبال و مدافع اهل فرانسه است که از سال ۱۹۶۴ تا ۱۹۷۲ میلادی عضو تیم ملی فوتبال فرانسه بوده‌است. وی در ۴۲ بازی ملی حضور داشته است و در بازی‌های ملی‌اش ۳ گل به ثمر رساند.